# 琼考海吉哈特
琼考海吉哈特，是匈牙利佐洛州所辖的一个村，总面积8.28平方公里，总人口377，人口密度45.5人/平方公里（2010年1月1日）。